# 8 Bydgoski Pułk Piechoty
8 Bydgoski pułk piechoty (8 pp) – oddział piechoty ludowego Wojska Polskiego.
Pułk został sformowany 1 stycznia 1944 w Sielcach nad Oką, w składzie 3 Dywizji Piechoty. 26 marca 1944 w Stolarewie żołnierze pułku złożyli przysięgę.

## Skład etatowy
dowództwo i sztab
- 3 bataliony piechoty
- kompanie: dwie fizylierów, przeciwpancerna, rusznic ppanc, łączności, sanitarna, transportowa
- baterie: działek 45 mm, dział 76 mm, moździerzy 120 mm
- plutony: zwiadu konnego, zwiadu pieszego, saperów, obrony pchem, żandarmerii

Razem:
żołnierzy 2915 (w tym oficerów – 276, podoficerów 872, szeregowców – 1765).
Sprzęt:
162 rkm, 54 ckm, 66 rusznic ppanc, 12 armat ppanc 45 mm, 4 armaty 76 mm, 18 moździerzy 50 mm, 27 moździerzy 82 mm, 8 moździerzy 120 mm.

## Marsze i działania bojowe
Od chwili sformowania do zakończenia wojny pułk walczył w składzie 3 Dywizji Piechoty. Najcięższe walki stoczył na przyczółku warecko-magnuszewskim, podczas walk o przyczółek na Wiśle w Warszawie pomiędzy mostem Poniatowskiego i kolejowym, w bitwie o Bydgoszcz, walkach o Magdalenkę i na Wale Pomorskim pod Jastrowiem. Na Pomorzu bataliony piechoty ochraniały obozy jeńców w Gorzowie Wielkopolskim i Inowrocławiu. Częścią sił uczestniczył w walkach o Kołobrzeg. W ramach operacji berlińskiej walczył nad Starą Odrą i Kanałem Hohenzollernów. Rozkazem NDWP nr 2 z 3 stycznia 1946 za bohaterstwo na polu walki pułk został odznaczony Krzyżem Orderu Virtuti Militari V kl.
|  |  |  |  |  |

|  |  |  |

## Okres powojenny
Po zakończeniu działań wojennych pułk 3 czerwca 1945 dyslokowano do m. Majdanek k. Lublina. Jednakże już 6 czerwca został przedyslokowany do Kraśnika. 19 czerwca dyslokowany został czasowo do Budzynia (do fabryki obrabiarek )
W 1962 pułk został przeformowany na 8 Pułk Zmechanizowany.
Miejsca stacjonowania jednostki
JW 2134, a od 1958 JW 2122
- Kraśnik – do czerwca 1946
- Zamość – do 1949
- Hrubieszów – do 1962

## Żołnierze pułku
Dowódcy pułku
- kapitan Andrzej Sołodkow (1 stycznia - 23 lutego 1944)
- podpułkownik Konstanty Karasiewicz (23 lutego - 6 marca 1944)
- podpułkownik Grzegorz Samar (6 marca - 25 kwietnia 1944)
- major Mikołaj Zielenin (25 kwietnia 1944 do końca wojny)

Kawalerowie Orderu Virtuti Militari
| kpt. Baranowski Włodzimierz ppor. Ciupa Andrzej szer. Gil Teodor ppor. Gonczarow Grzegorz ppor. Jonów Dymitr por. Krasowicki Wiktor por. Bronisław Kuriata | por. Podgórski Tomasz kpt. Pokrzywa Jan por. Smolik Włodzimierz (pośmiertnie) kpt. Zdorowikow Mikołaj mjr Zielenin Mikołaj chor. Żeromski Józef |